# Józef Oberc
Józef Oberc (ur. 28 lipca 1918 w Jaśle, zm. 22 listopada 2008 we Wrocławiu) – polski geolog specjalizujący się w badaniach Sudetów.

## Życiorys
Absolwent Państwowego Gimnazjum w Jaśle z 1937. Podjął studia geologiczne na Uniwersytecie Jana Kazimierza we Lwowie, gdzie już w czasie okupacji zaczął pisać pracę magisterską Podole na tle płyty rosyjskiej. Warunki okupacyjne zmusiły go w 1941 do przerwania pisania pracy magisterskiej, choć uzyskał absolutorium. W latach 1942–1945 pracował w firmie Karpathen Öl AG Lemberg przy wydobyciu ropy naftowej w okolicy Gorlic. Po wojnie pracował krótko w Instytucie Naftowym w Krośnie, jako geolog kartujący.
W ramach powojennych wysiedleń przybył do Krakowa, gdzie w lipcu 1945 obronił magisterium na Uniwersytecie Jagiellońskim i w listopadzie tego roku został asystentem w Zakładzie Geologii i Paleontologii Uniwersytetu im. A. Mickiewicza w Poznaniu. W lipcu 1946 przeniósł się na Uniwersytet Wrocławski, gdzie pracował aż do emerytury. W maju 1947 obronił doktorat na podstawie pracy Fałd gorlicki i brzeg płaszczowiny magurskiej na wschód od Gorlic (był to drugi doktorat na powojennym Wydziale Nauk Przyrodniczych Uniwersytetu Wrocławskiego).
Po uzyskaniu doktoratu objął stanowisko adiunkta (1948–1952). Następnie obejmował kolejno stanowiska: samodzielnego pracownika nauki (1952), zastępcy profesora (1954), docenta (1955), profesora nadzwyczajnego (1963) i profesora zwyczajnego (1975). W latach 1954–1955 był prodziekanem Wydziału Nauk Przyrodniczych Uniwersytetu Wrocławskiego, a od 1961 do 1990 – kierownikiem Zakładu Geologii Fizycznej.
Był członkiem rad naukowych wielu instytucji, m.in. Uniwersytetu Wrocławskiego, Politechniki Wrocławskiej i Państwowego Instytutu Geologicznego. Był też członkiem Komisji Tektoniki Komitetu Nauk Geologicznych Polskiej Akademii Nauk, Zarządu Komitetu Nauk Geologicznych PAN oraz członkiem Zarządu Wrocławskiego Towarzystwa Naukowego.
Głównym obiektem zainteresowań naukowych Józefa Oberca były serie metamorficzne południowo-zachodniej Polski, a w szczególności masywu Śnieżnika, bloku karkonosko-izerskiego, Wzgórz Strzelińskich i Gór Kaczawskich. Studiował także tektonikę sudeckich masywów granitowych: karkonoskiego, strzelińskiego i strzegomskiego. A także zjawiska tektoniki dysjunktywnej, neotektoniki i glacitektoniki. Dorobek naukowy J. Oberca obejmuje 260 publikacji autorskich i współautorskich. Członek Polskiego Towarzystwa Geologicznego.
Podsumowaniem długoletnich prac w Sudetach stała się monografia „Tektonika. Sudety i obszary przyległe” wydana w ramach encyklopedycznego opracowania geologii Polski („Budowa Geologiczna Polski”) w 1972. Na kilka następnych dziesięcioleci była to podstawowa synteza geologii Sudetów. Jest także współautorem dwóch arkuszy mapy geologicznej w skali 1:25 000: Bardo i Nowa Ruda.
Odznaczony m.in. Krzyżem Kawalerskim Orderu Odrodzenia Polski (1973) Medalem Komisji Edukacji Narodowej, Medalem 10-lecia Polski Ludowej (1955) i Odznaką tytułu honorowego „Zasłużony Nauczyciel Polskiej Rzeczypospolitej Ludowej” oraz w 1995 Medalem Uniwersytetu Wrocławskiego. W 2006 uzyskał Odznakę Honorową Zasłużony dla Polskiej Geologii.
Pochowany na cmentarzu św. Wawrzyńca.

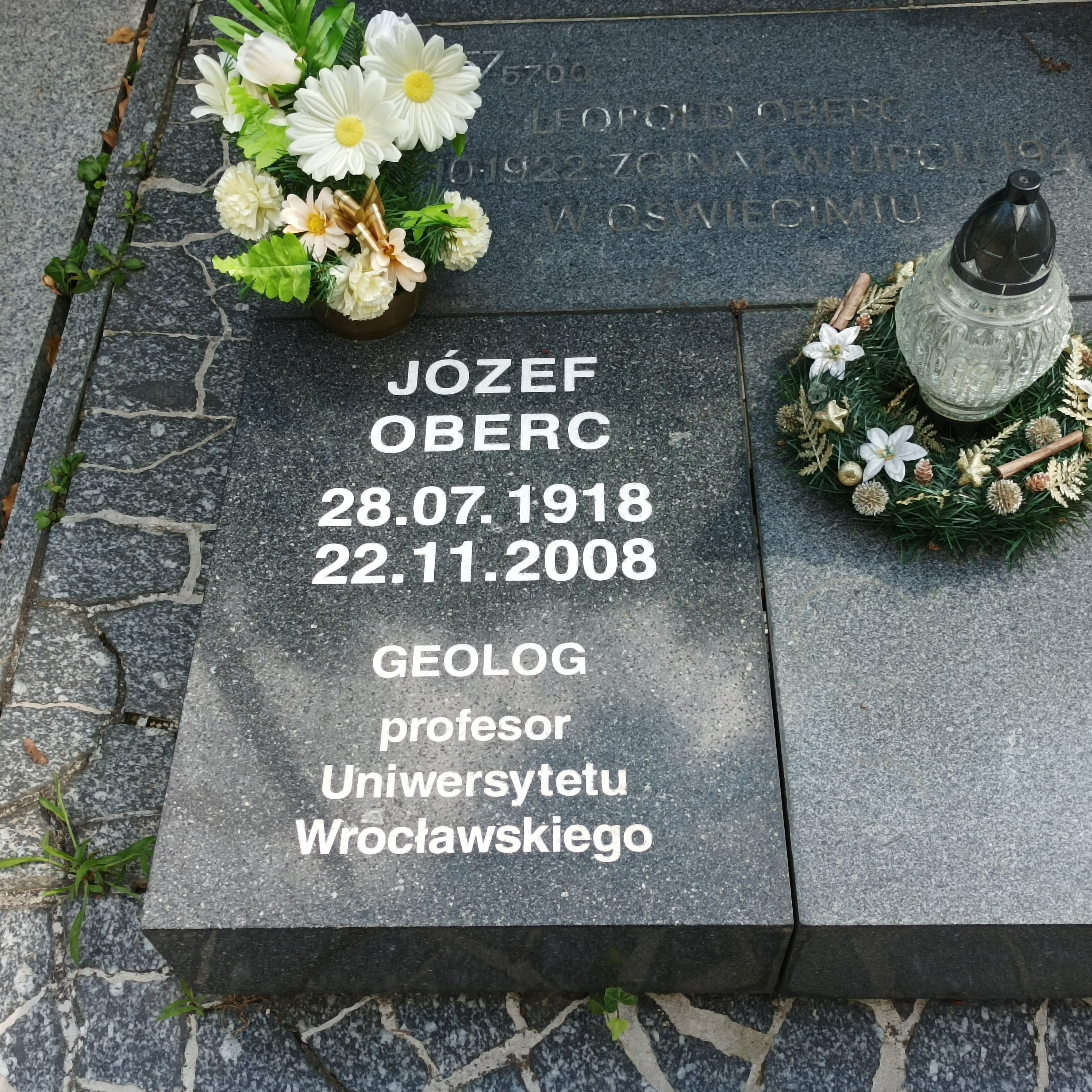
Grób prof. Józefa Oberca na cmentarzu św. Wawrzyńca we Wrocławiu

Brat księdza Aleksandra Oberca odznaczonego medalem Sprawiedliwy wśród narodów świata oraz profesora geologii Andrzeja Oberca. Jego bratankiem był Paweł Oberc, polski geofizyk.

## Wybrane publikacje
- J. Oberc, 1957: Region Gór Bardzkich (Sudety). Wydawnictwa Geologiczne, Warszawa.
- J. Oberc, 1960: Tektonika Wschodnich Karkonoszy i ich stanowisko w budowie Sudetów. Acta Geologica Polonica,10 (2).
- J. Oberc, 1966: Geologia krystaliniku Wzgórz Strzelińskich. Studia Geologica Polonica, 20, 1–187.
- J. Oberc, 1967: Rozrzut B-lineacji w krystaliniku izerskim. Rocznik Polskiego towarzystwa Geologicznego, 37 (3).
- J. Oberc, 1972: „Tektonika. Sudety i obszary przyległe”. Wydawnictwo Geologiczne, Warszawa.
- J. Oberc, 1980. Early to Middle Variscan development of the West Sudetes. Acta Geologica Polonica, 30(1): 27–51.
- J. Oberc, 1991: Platforma epikaledońska Sudetów na zachód od strefy Niemczy i stosunek do niej płaszczowin waryscyjskich[6].

## Mapy współautorskie J. Oberca
- Mapa geologiczna Polski i krajów ościennych (1968)
- Mapa tektoniczna Polski (1975)
- Mapy fotogeologiczna Sudetów (1986)
- Mapa geologiczna krystaliniku strzelińskiego (1988)
- Szczegółowa mapa geologicznej Sudetów; arkusze Nowa Ruda (1958) i Bardo Śl. (1995)